# 吕桑日 (摩泽尔省)
吕桑日（法語：Russange，法語發音：[ʁysɑ̃ʒ]）是法国摩泽尔省的一个市镇，位于该省西北部，北部和卢森堡接壤，属于蒂永维尔区。

## 地理
吕桑日（49°28'51"N, 5°57'13"E）面积3.46 平方千米，位于法国大東部大區摩泽尔省，该省份为法国东北部内陆省份，是洛林的一部分，西南接默尔特-摩泽尔省，东临下莱茵省，北与卢森堡和德国接壤。
与吕桑日接壤的市镇（或旧市镇、城区）包括：阿尔泽特河畔埃施、维勒吕、欧丹勒蒂什、雷当日。

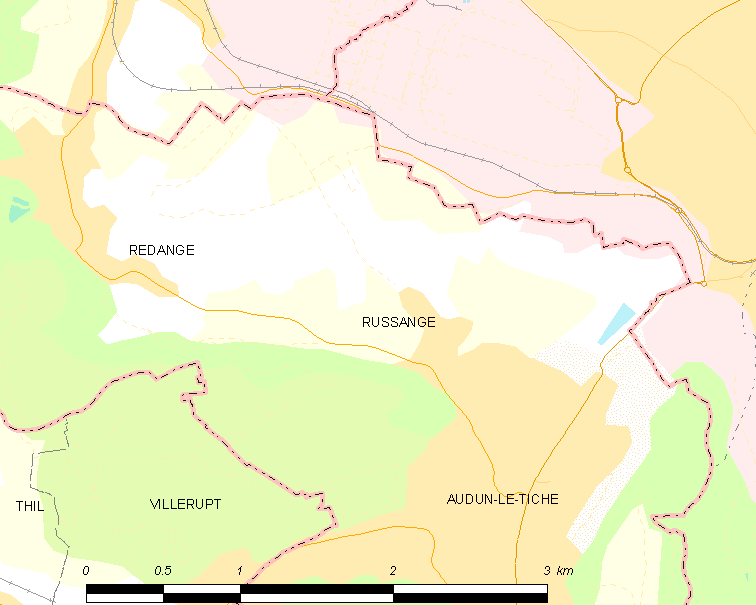
的OSM定位图

吕桑日的时区为UTC+01:00、UTC+02:00（夏令时）。

## 行政
吕桑日的邮政编码为57390，INSEE市镇编码为57603。

## 政治
吕桑日所属的省级选区为阿尔格朗日县。

## 人口

1962-2008年间人口变化图示

吕桑日于2022年1月1日时的人口数量为1257人。